# Élections constituantes de 1946 dans la Haute-Saône
Les élections constituantes françaises de 1946 se tiennent le 2 juin. Ce sont les deuxièmes élections constituantes, après le rejet du projet de Constitution française du 19 avril 1946 lors du référendum du 5 mai.

## Mode de scrutin
L'assemblée constituante est composée de 586 sièges pourvus au scrutin proportionnel plurinominal suivant la règle de la plus forte moyenne dans chaque département, sans panachage ni vote préférentiel.
Dans le département de la Haute-Saône, trois députés sont à élire.

## Élus
| Député sortant   | Parti | Parti   | Député élu ou réélu | Parti | Parti   |
| ---------------- | ----- | ------- | ------------------- | ----- | ------- |
| Pascal Copeau    |       | PCF     | Pascal Copeau       |       | PCF     |
| André Maroselli  |       | Rad-soc | André Maroselli     |       | Rad-soc |
| Robert Montillot |       | PRL     | Robert Montillot    |       | PRL     |

## Résultats

### Résultats à l'échelle du département
| Parti    | Parti    | Tête de liste     | Résultats | Résultats | Sièges |  |
| Parti    | Parti    | Tête de liste     | Voix      | %         |        |  |
| -------- | -------- | ----------------- | --------- | --------- | ------ |  |
|          | PRL      | Robert Montillot  | 28 434    | 26,23     | 1      |  |
|          | PCF      | Pascal Copeau     | 27 603    | 25,47     | 1      |  |
|          | RGR      | André Maroselli   | 22 013    | 20,31     | 1      |  |
|          | MRP      | Marcellin Carraud | 18 662    | 17,22     | -      |  |
|          | SFIO     | Jacques Rebeyrol  | 11 676    | 10,77     | -      |  |
|          |          |                   |           |           |        |  |
| Inscrits | Inscrits | Inscrits          | 134 162   | 100,00    | 3      |  |
| Votants  | Votants  | Votants           | 109 785   | 81,83     |        |  |
| Exprimés | Exprimés | Exprimés          | 108 388   | 98,73     |        |  |